# Championnat du Sri Lanka de football 2015
Navigation
Saison précédente Saison suivante
La saison 2015 du Championnat du Sri Lanka de football est la trente-et-unième édition du championnat national de première division au Sri Lanka. Le championnat change une nouvelle fois de formule cette saison avec vingt-deux équipes réparties en deux poules, où elles ne s'affrontent qu'une seule fois. Les quatre premiers de chaque poule se qualifient pour la poule pour le titre, le Super 8, tandis que les deux derniers sont relégués en deuxième division afin de faire passer le championnat de 22 à 18 clubs..
C'est le Colombo Football Club qui remporte la compétition, après avoir terminé en tête du classement final, ne devançant Renown Sports Club qu'à la faveur d'une meilleure différence de buts. C'est le tout premier titre de champion du Sri Lanka de l'histoire du club.

## Les clubs participants
- Saunders Sports Club
- Renown Sports Club
- High Landers SC - Promu de Division 2
- Air Force Sports Club
- Navy SC
- Army SC
- Nandimithra SC
- Police SC
- Java Lane SC
- New Youngs SC
- Don Bosco Sports Club
- Blue Star Sport Club
- Kalutara Park SC
- Thihariya Youth SC
- Negombo Youth Sports Club
- Upcountry Lions
- Pelicans SC
- Solid Sports Club
- Matara City SC
- Crystal Palace SC
- Super Sun SC
- Colombo Football Club

## Compétition

### Phase régulière
Le classement est établi sur le barème de points classique (victoire à 3 points, match nul à 1, défaite à 0).
| Rang | Équipe                | Pts | J  | G | N | P | Bp | Bc | Diff |
| ---- | --------------------- | --- | -- | - | - | - | -- | -- | ---- |
| 1    | Army SCC              | 25  | 10 | 8 | 1 | 1 | 26 | 5  | +21  |
| 2    | Air Force Sports Club | 21  | 10 | 6 | 3 | 1 | 14 | 7  | +7   |
| 3    | Crystal Palace SC     | 19  | 10 | 5 | 4 | 1 | 26 | 14 | +12  |
| 4    | Renown Sports Club    | 18  | 10 | 5 | 3 | 2 | 17 | 12 | +5   |
| 5    | Solid Sports ClubT    | 15  | 10 | 4 | 3 | 3 | 21 | 15 | +6   |
| 6    | Saunders Sports Club  | 15  | 10 | 4 | 3 | 3 | 16 | 10 | +6   |
| 7    | Nandimithra SC        | 13  | 10 | 4 | 1 | 5 | 8  | 16 | -8   |
| 8    | Police SC             | 11  | 10 | 3 | 2 | 5 | 16 | 18 | -2   |
| 9    | Upcountry Lions       | 7   | 10 | 1 | 4 | 5 | 6  | 12 | -6   |
| 10   | Pelicans SC           | 7   | 10 | 2 | 1 | 7 | 13 | 28 | -15  |
| 11   | High Landers SCP      | 1   | 10 | 0 | 1 | 9 | 3  | 29 | -26  |

| Rang | Équipe                    | Pts | J | G | N | P | Bp | Bc | Diff |
| ---- | ------------------------- | --- | - | - | - | - | -- | -- | ---- |
| 1    | Colombo Football ClubC    | 23  | 9 | 7 | 2 | 0 | 27 | 5  | +22  |
| 2    | Blue Star Sport Club      | 17  | 9 | 5 | 2 | 2 | 18 | 3  | +15  |
| 3    | Java Lane SC              | 17  | 9 | 5 | 2 | 2 | 10 | 6  | +4   |
| 4    | Navy SC                   | 16  | 9 | 5 | 1 | 3 | 15 | 10 | +5   |
| 5    | New Youngs SC             | 15  | 9 | 4 | 3 | 2 | 13 | 11 | +2   |
| 6    | Negombo Youth Sports Club | 13  | 9 | 4 | 1 | 4 | 16 | 20 | -4   |
| 7    | Super Sun SC              | 11  | 9 | 3 | 2 | 4 | 13 | 12 | +1   |
| 8    | Matara City SC            | 9   | 9 | 3 | 0 | 6 | 11 | 17 | -6   |
| 9    | Thihariya Youth SC        | 5   | 9 | 1 | 2 | 6 | 7  | 22 | -15  |
| 10   | Kalutara Park SC          | 1   | 9 | 0 | 1 | 8 | 2  | 26 | -24  |
| 11   | Don Bosco Sports Club     |     |   |   |   |   |    |    |      |

### Super 8
Les trois premiers de chaque poule démarrent le Super 8 avec des bonus respectifs de 3, 2 et 1 point.
| Rang | Équipe                   | Pts | J | G | N | P | Bp | Bc | Diff |
| ---- | ------------------------ | --- | - | - | - | - | -- | -- | ---- |
| 1    | Colombo Football Club +3 | 17  | 7 | 4 | 2 | 1 | 17 | 7  | +10  |
| 2    | Renown Sports Club       | 17  | 7 | 5 | 2 | 0 | 17 | 8  | +9   |
| 3    | Army SCC +3              | 15  | 7 | 3 | 3 | 1 | 15 | 10 | +5   |
| 4    | Air Force Sports Club +2 | 10  | 7 | 2 | 2 | 3 | 8  | 10 | -2   |
| 5    | Crystal Palace SC +1     | 10  | 7 | 2 | 3 | 2 | 12 | 15 | -3   |
| 6    | Navy SC                  | 9   | 7 | 2 | 3 | 2 | 14 | 16 | -2   |
| 7    | Blue Star Sport Club +2  | 6   | 7 | 0 | 4 | 3 | 7  | 11 | -4   |
| 8    | Java Lane SC +1          | 2   | 7 | 0 | 1 | 6 | 4  | 17 | -13  |

|  | Qualification pour la Coupe de l'AFC 2017 |
|  | C : Vainqueur de la Coupe du Sri Lanka    |

## Bilan de la saison
| Championnat du Sri Lanka de football 2015 |                                                                            |
| Champion                                  | Colombo Football Club (1er titre)                                          |
| Coupes et trophées                        |                                                                            |
| Vainqueur de la Coupe du Sri Lanka 2015   | Army SC                                                                    |
| Qualifications continentales              |                                                                            |
| Ligue des champions de l'AFC 2017         | Aucun                                                                      |
| Coupe de l'AFC 2017                       | Colombo Football Club                                                      |
| Promotions et relégations                 |                                                                            |
| Promus en Bristol League                  | Aucun                                                                      |
| Relégués en Premier League                | Pelicans SC High Landers SC Kalutara Park SC Don Bosco Sports Club (exclu) |